# 라블라비

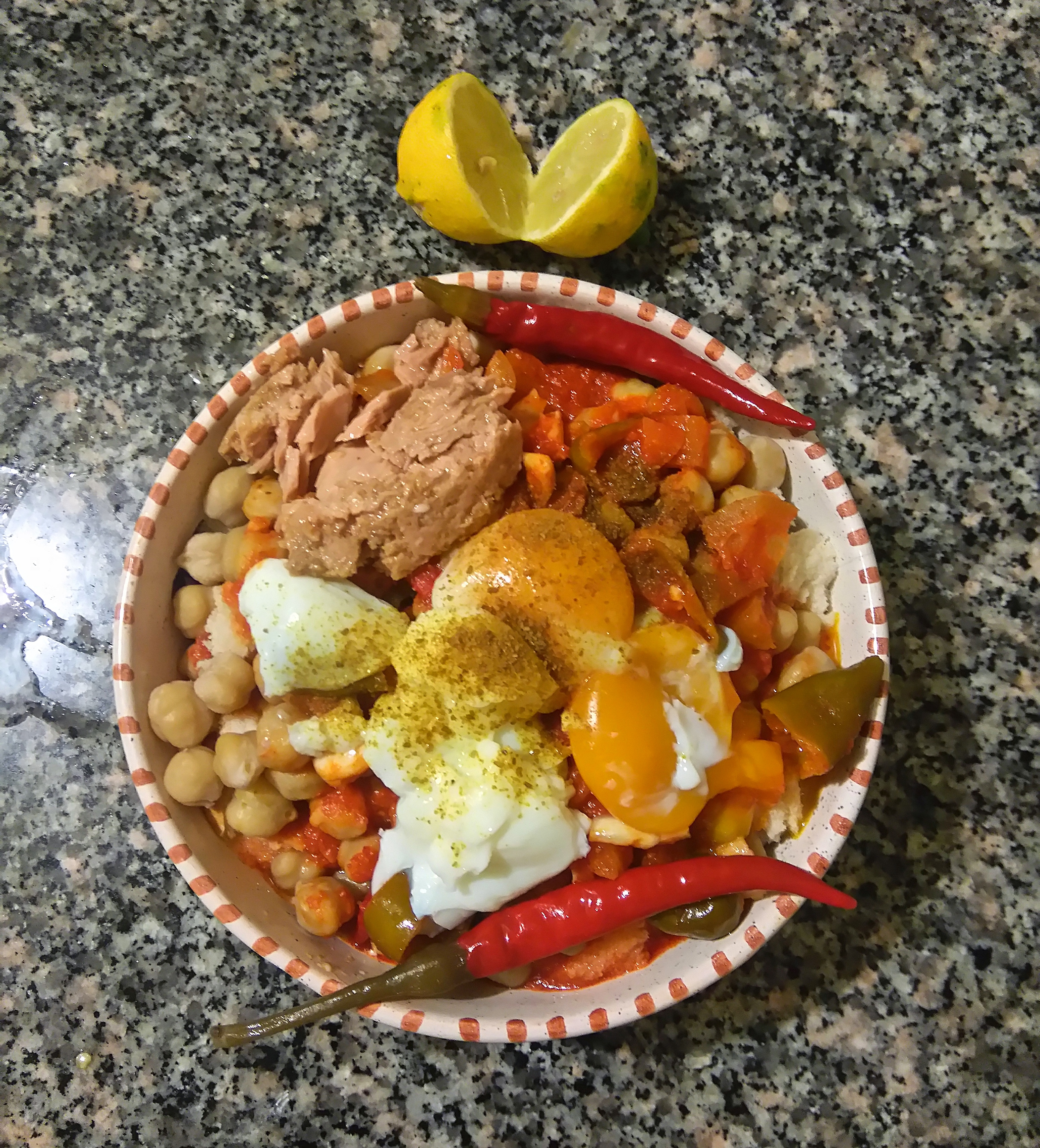

라블라비(Lablabi) 또는 라블레비(lablebi, 아랍어: لبلابي)는 얇은 마늘과 커민 향이 나는 국물에 병아리콩을 기본으로 하는 튀니지 요리로, 오래된 딱딱한 빵의 작은 조각 위에 제공된다.
라블라비라는 이름은 구운 병아리콩을 의미하는 터키어 leblebi에서 유래했다.
저렴한 식당에서 흔히 볼 수 있다. 날달걀이나 반숙달걀은 거의 항상 올리브 오일, 하리사, 추가 커민, 케이퍼, 참치, 바클로티 고추, 때때로 올리브, 마늘, 식초 또는 레몬 또는 라임 주스와 함께 뜨거운 수프 믹스(따라서 요리)에 추가된다. 추가 장식에는 실란트로(고수), 파슬리 및 파가 포함될 수 있다. 전통적이지만 더 희귀한 버전인 허그마는 소의 족발로 만들어진다.
이 나라 북부에서는 이른바 Bizerte lablebi라고 불리는 흰 빵 바게트에 같은 재료로 구성된 샌드위치이다. 라블라비는 원래 겨울에 먹는 아침식사 메뉴였지만 지금은 사시사철 아무 때나 먹는다. 늦은 여름 밤에 판매하는 곳도 있는데 특히 밤에 숙취를 피하려는 젊은이들 사이에서 인기가 높다.

## 같이 보기
- 차나 마살라